# Jungnim-dong
Jungnim-dong (koreanska: 중림동)  är en stadsdel i stadsdistriktet Jung-gu i Sydkoreas huvudstad Seoul.